# Nneka Onyejekwe
Nneka Obiamaka Onyejekwe (* 18. August 1989 in Hațeg) ist eine rumänische Volleyballspielerin.

## Karriere
Nach vier Meistertiteln in Rumänien, drei Meistertiteln in der Schweiz und zwei Meistertiteln in Frankreich wechselte Onyejekwe zum Januar 2016 zum Bundesligisten Dresdner SC. Dort wurde sie deutsche Meisterin und Pokalsiegerin. Im Anschluss wechselte sie zur Saison 2016/17 nach Rumänien zu CS Volei Alba-Blaj.
Seit 2006 ist Onyejekwe auch in der rumänischen Nationalmannschaft aktiv.

## Privates
Nneka Onyejekwes Vater wurde in Nigeria geboren. Ihr Bruder Chike Osita ist rumänischer Handball-Nationalspieler.